# 短翅卫矛
短翅卫矛（学名：Euonymus rehderianus）是卫矛科卫矛属的植物，是中国的特有植物。分布于中国大陆的贵州、云南、四川等地，生长于海拔1,600米至2,300米的地区，常生于山坡沟边以及林中，目前尚未由人工引种栽培。